# 海曼

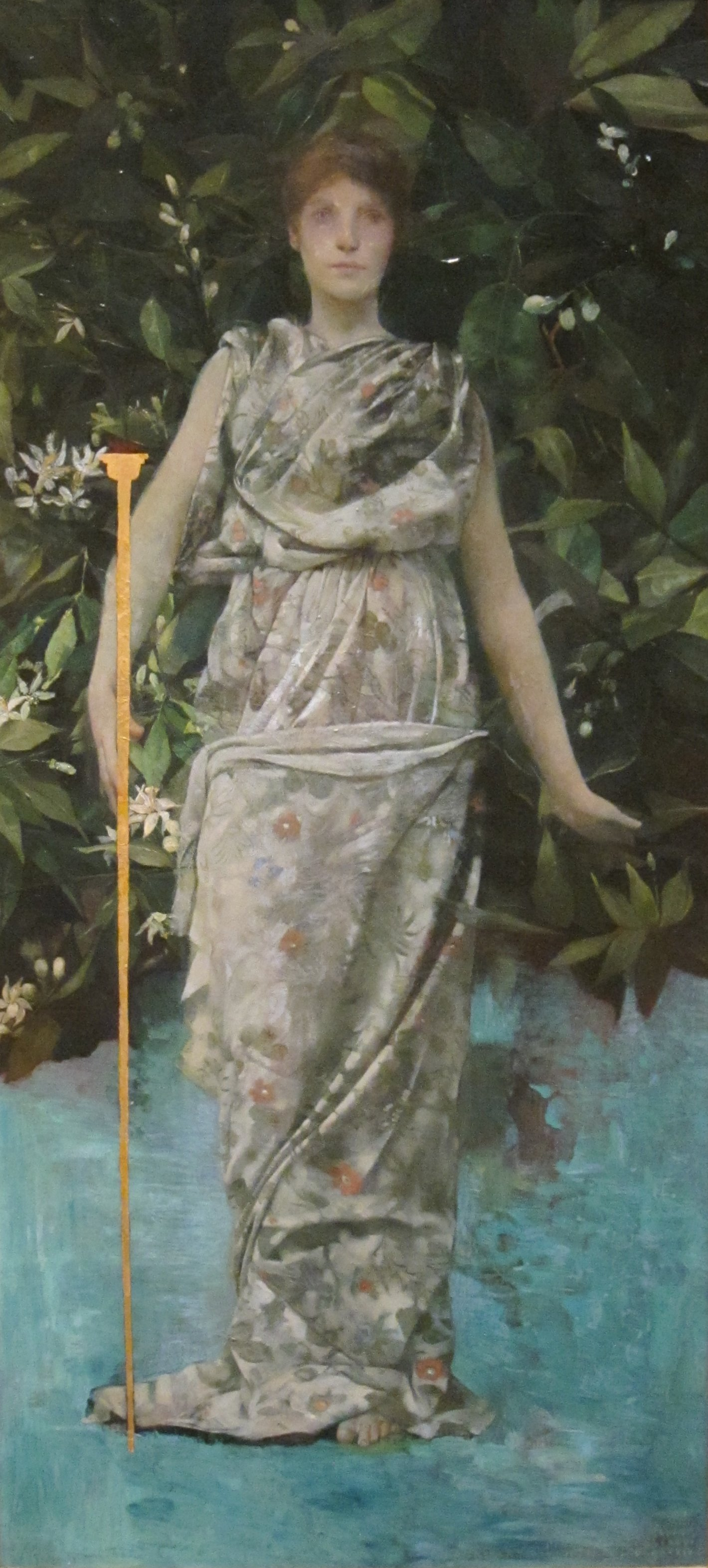
海曼

海曼（或譯海門）是希臘神話的婚禮之神，以讚美歌、婚禮歌等祝賀。也稱海曼奈歐斯。

## 概要
海曼會出現在結婚典禮，若未出現，該婚姻被認為會以悲劇收場。因此，希臘人會呼喚他的名字。他是阿波羅和繆思女神之子。

## 脚注
1. ↑  Nonnus, Dionysiaca 33.67
2. ↑  Vatican Scholiast on Euripides' Rhesus, 895 (ed. Dindorf)
3. ↑  Scholiast on Pindar's Pythian Odes 4.313
4. ↑  Alciphron, Epistles 1.13.3
5. ↑  Tzetzes. Chiliades 8.599